# 明日のために
『明日のために』（あしたのために）は、上木彩矢の6枚目のシングル。

## 概要
- 3作連続大野愛果作曲、葉山たけし編曲の楽曲である。
- インテリジェンスが展開する求人情報サービス『an』のイメージソングに使用され、上木彩矢の楽曲において初めてのCMソングタイアップとなった。このCMには、同じ所属事務所に所属するタレントの相武紗季が出演していた。なお、本作発売後の8月になってから、日本テレビ系『スポーツうるぐす』のテーマソングにも起用された。
- 本作のPVは、沖縄県で撮影した映像と、東京都近郊で撮影されたスタジオライブの映像で構成される。スタジオライブの観客は、公式ファンクラブやバックアップパーティーからエキストラを募集して撮影された。

## 収録曲
1. 明日のために
  - 作詞：上木彩矢 / 作曲：大野愛果 / 編曲：葉山たけし

インテリジェンス『an』イメージソング
日本テレビ系『スポーツうるぐす』2007年8・9月度テーマソング
2. believin' your heart...
  - 作詞：上木彩矢 / 作曲：藤末樹 / 編曲：葉山たけし
3. 明日のために <inst.>

## 参加ミュージシャン
- 葉山たけし - ギター、キーボード
- 渡辺直樹 - ベース
- 荒神直規（Naifu） - コーラス

## 楽曲の収録アルバム
明日のために
- 明日のために 〜Forever More〜 (AL ver.)
- AYA KAMIKI Greatest Best

believin' your heart…
- THE FINAL JOURNEY